# الدريوش
الدريوش: مدينة مغربية توجد بمنطقة الريف شمال المملكة المغربية، وتقع جنوب غرب الناظور بساكنة يبلغ عددها 10.381 نسمة (إحصاء 2004). يحد الدريوش بالعروي شرقا وميضار غربا وعين الزهرة جنوبا.

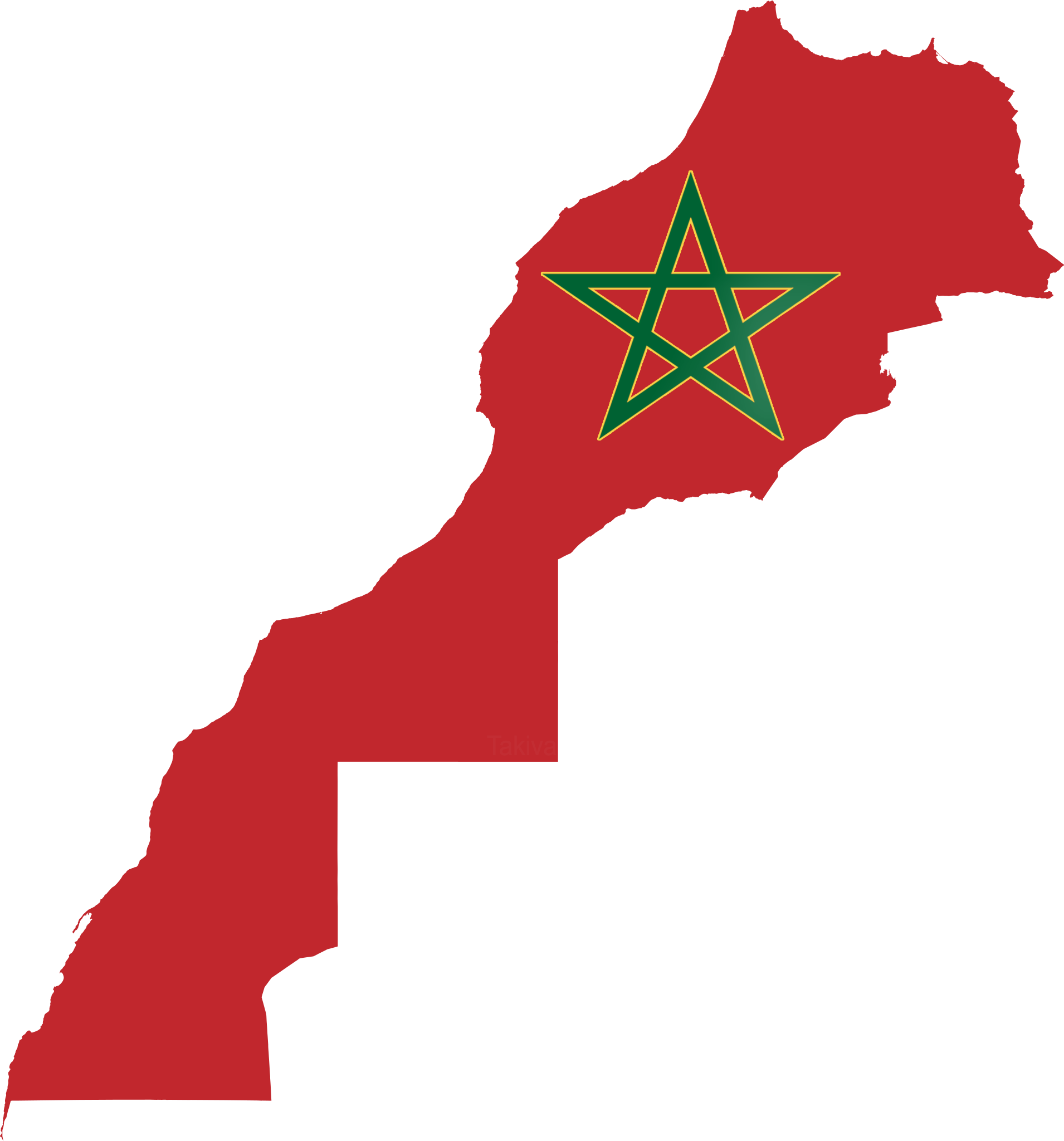
خريطة المملكة المغربية

## التاريخ
ويشكل سكان قبيلة مطالسة نسبة 72% من سكان الدريوش و 11% من قبيلة آيت سعيد و 7% من آيت توزين و هو 2% آيت أولشك و 8% من باقي ربوع المغرب. تعتبر مدينة الدريوش المدينة الوحيدة في الشمال التي تتواجد بها ثلاثة أنواع من السكان، اثنان منهما
كانتا تشكلان أسرة واحدة إلا أنهما افترقا بعد خلافات بين الأخوة آنداك وهما لمطالسة والعببدة، حيث يحكى أنهما ينتسبان لجد واحد ولكون سكان الدريوش كباقي كل سكان شمال أفريقيا عبارة عن رحّل حطّوا رحالهم باكرا على ضفاف واد كرت، وذلك نتيجة لتوفر مناخ مناسب للاستقرار بالقرب من الماء ووجود أراضٍ خصبة تسمح بالزراعة. ولكون  فترة الاستقرار هناك كانت مزامنة بالتقريب لفترة طرد آخر الممالك العربية بالأندلس، فكانت كل القوافل القادمة من الشام أو الذاهبة إليه تقوم بعبور المنطقة لسهولة تضاريسها ولكون أنهارها كانت دائمة الجريان.. آنداك كان أجدادنا مترددين ما بين الإسلام أو غيره، وبالاحتكاك المتواصل مع المارة وخاصة منهم العرب بدأت تلك الأسر القليلة من الرحل تختلف ما بين مؤيدي للإسلام ومقاطع له فوقعت آنداك صراعات ما بين أفرادها فانتهت بتقسيم القطيع وأراضي الرعي فاستقرت البعض منهم شمال وادي كات وسموا آنداك بإعبدن نتيجة للعبادة تعربوا بفعل احتكاكهم الكبير مع التجار العرب وبذلك فإن العببدة هي الحالة النادرة باعتبارها أمازيغية النشأة والأصل والعربية اللهجة والآخرون استقروا جنوبا
وسموا بإبدارسن يعني بالأمازيغية إبدا أي انفصل والمقصود بها الانفصال عن الآخرين فسابوا معقلهم الأول حيث كانوا قد نصبوا خيامهم.
إلا أن الأب أو زعيمهم بقي وحده مستقرا خشية منه على أن يكون عادلا أو أن لا يكون مع أي طرف.
وبما أنه كانت تعرفه المنطقة من حركية فقد لاحظ المارة من العرب والأمازيغ الرحل اختفاء هذه الأسرة ما عدا الجد فبدؤوا يطلقون اسم الدريوش عليه أي أنه كان زعيما وأصبح وحيدا دريوش نوع من المواساة فبدأت تطلق اسم الدريوش وتعرف بين الرحل..التقينا
أمام دار الدريوش سنبيت الليلة بدار الدريوش وبقيت الكلمة متداولة إلى حد الآن (المرجع رواية شفوية مأخوذة من بحث الإجازة الخاص بالطالب الباحث أيوب بلال).
أما الجنس الثالت هو جنس عربي خالص بني وكيل وهم قبيلة شامية فرّت من حروب عرفتها المنطقة ما بعد الحكم الأموي واستقروا
أفراد هذه القبيلة في جل أراضي البربر من ليبيا إلى أقصى المغرب.... أما أقدم المناطق بالدريوش فهي ولاد ياشو وتيسلي ولعببدة لقدم المقابر بها وقربها من الوادي ووجود بعض المعالم والرسوم على بعض البقع الحجرية.
أما المناطق المتوسطة القدم والتي لا يتعدى عمرها 300 سنة فهي أولاد براهيم وأولاد بوبكر وأولاد ماريم وأولاد حيضرة وكلها تحمل أسماء عربية ذات صلة دينية ظهرت بظهور متوسع للعرب بالمنطقة..
أما عين زورا فهي أحدث منطقة حيث كونتها مجموعات من ايرواو وبعدها سكان فروا من نقطة الفصل بين الاحتلال الأسباني والفرنسي في مزغتام لكثرة الجنود هناك ولتوفير حياة أفضل....و يعتبر سكان الدريوش أكثر نسبة مهاجرة من منطقة الريف ويقدر عددهم بأكثر من عدد سكان المدينة حاليا وتعود أسباب الهجرة إلى الجفاف والجوع بحيث لم يسقط المطر في سنة 1945، ولم يجد الناس ما يأكلون، بل منهم من أكل حتى جيف الحيوانات التي نفـقـت، فمات خلق كثير من الجوع وخصوصا الصبيان في كل مناطق المغرب وبفعل القرب الجغرافي من كل الدول فقد هاجر عدد كبير من سكان الدريوش والضواحي شمالا إلى أوروبا أو شرقا إلى الجزائر ومن هناك إلى فرنسا ويتمركز أغلب المهاجرين المنحدرين من الدريوش والضواحي في هولندا وإسبانيا وبلجيكا وبدرجة أقل فرنسا وألمانيا..
أما السبب الثاني فهي هجرة إجبارية قامت بها السلطات الأسبانية حيث قامت بتجنيد مجموعة من الشباب ورحّلتهم إلى إسبانيا للمشاركة في الحرب الأهلية الأسبانية لصالح الدكتاتور فرانكو فاستشهد منهم من استشهد وعاد من عاد واستقر البعض هناك.
والسبب الثالث وهو الالتحاق الزواجي أي التحاق الزوج بزوجته أو العكس وتقارب نسبة الزواج 50/100 بين المقيمين بالمنطقة والمقمين بالخارج، والسبب الأخير هو البحث عن تحسين الظروف الاجتماعية وغالبا ما تكون هده الهجرة غير شرعية
أما فترة الازدهار التي عرفتها مدينة الدريوش وتعود بشكل كبير إلى فترة الاحتلال الأسباني
لكون المنطقة واقعة في مكان منبسط وبسهولة تضاريسها وفرت مناخا جيدا لإقامة حامية عسكرية أسبانية بالمنطقة ذلك متأتى لها فكانت حامية الدريوش أكبر حامية بالمنطقة وكانت تسمى لدى السكان بالقشلى وكانت لها مرافق أخرى كا تدنسيا أي مربط الخيالة باللغة الأسبانية ولكون المنطقة كانت حيوية بامتياز اقتصاديا وفلاحيا قامت سلطات الاحتلال ببناء مركز البريد والتلغراف وبناء كنيسة لكون المنطقة عرفت نزوحا كبيرا من المواطنين الأسبان وبعد ذلك قاموا بربط مدينة الدريوش بخط سككي مع مليلية وبعد ذلك تم تمديده
إلى تفرسيت وكان الهدف منه تسهيل تنقل الجنود والرعايا الأسبان بالإضافة إلى أخذ المواد الأولية من المنطقة وتصدرها إلى إسبانيا كالقطن والزيتون والبطيخ ويحكى أن البطيخ والزيتون كان يخصص منه كم كبير للبلاط بمدريد..ورغم كل تلك الموصلات فكانت لا تكفي لسد حاجيات الأسبان وقاموا بإنشاء مطار لنقل البضائع والأسلحة الحفيفة.
ونتج عن اختلاط السكان الأصليين بالإسبان واليهود بدرجة أقل إلى تناسج ثقافي ولغوي حيث لا زال سكان الدريوش خاصة والريف عامة يمزجون ويتداولون مفردات أسبانية في تداولاتهم اليومية ومن أكثر هذه المصطلحات نجد (بوركي) تعني لماذا؟ (بنتنا) أي النافدة (ميسا) تعني الطاولة (تشومبرا) أي فاكهة الصبار (ماتشو) أي دكر القنية تشندا نوع من اللباس (تورو) أي الثور (كوزينا) أي المطبخ وبعض أنواع الأسماك ك «باسوغو» و«سرمونيتي» و«بونيتو»..... بالإضافة إلى وجود ألقاب باللغة الأسبانية لمن عاشو في تلك الحقبة من الزمن نجد مثلا بيدرو وأبا وبيتشو وتشتا وتشيبا.نعم

## الرياضة
الرياضة بالدريوش يحكي شاهد عن العصر وقيدوم الرياضة والمرجع الأساسي لتاريخ الدريوش إبان الاحتلال السيد أحمد العرباوي أن المنطقة عرفت ظهور نوعان من الرياضات بها إبان فترة الاحتلال الأسباني ويحكي كذلك عن الكبار أن الفروسية ظهرت في بداية القرن العشرين حيث كانت تمارس تداريب يومية بالحماية العسكرية وخاصة بتدينسيا أي جناح أو مكان التي كانت تربى به الخيول ويحكي أحمد العرباوي أنه قد سمع من الجنود الأسبان أنهم كانو يزاولون كرة القدم داخل الحامية في عشرينات القرن الماضي وبدأت تتسع مزاولتها لتظهر كأول مرة في الثلاثينات بين السكان المغاربة وبفعل الحروب وحدة الظروف آنداك من جوع وحروب اختفت الرياضة لتصل مرحلة الشلل يحكي أحمد العرباوي أن أواخر الأربعينات شهدت عودة تدريجية لممارسة كرة القدم وأنه كان يتابع مباريات تدور بين الجنود بالملعب العسكري بالحامية وأحيانا أخرى بمناطق أخرى.
في سنة 1977 تأسس فريق اتحاد الدريوش لكرة القدم، والذي دخل غمار منافسات البطولة، حيث تم تأسيس فريق اتحاد الدريوش لكرة القدم من طرف مكتب مسير ضم سعيد الجراري ـ الوكيلي المختار ـ محمد العمراوي وأحمد العرباوي.....

شباب الدريوش
اتحاد الدريوش
وفاء الدريوش

## أعلام
- مصطفى الحمداوي